# Bisdom Villarrica
Het bisdom Villarrica (Latijn: Dioecesis Villaricensis) is een rooms-katholiek bisdom met als zetel Villarrica, in Chili. Het bisdom is suffragaan aan het aartsbisdom Concepción. 

## Geschiedenis
Het bisdom werd opgericht op 16 juli 1901, als de apostolische prefectuur Araucanía, uit delen van het bisdom Concepción. Op 28 maart 1928 werd het verheven tot apostolisch vicariaat. Op 19 november 2001 werd het verheven tot bisdom, met de naam bisdom Villarrica, en werd suffragaan aan het aartsbisdom Concepción. 

## Parochies
Het bisdom had in 2020 een oppervlakte van 15.544 km2 en telde 429.000 inwoners waarvan 65,0% rooms-katholiek was.

## Bisschoppen
- Guido Benedito Beck de Ramberga (20 januari 1925 - 5 maart 1958)
- Carlos Guillermo Hartl de Laufen (5 maart 1958 - 6 februari 1977; coadjutor sinds 9 november 1956)
- Sixto José Parzinger Foidl (17 december 1977 - 7 februari 2009)
- Francisco Javier Stegmeier Schmidlin (7 februari 2009 - heden)

Concepción (aartsbisdom) · San Bartolomé de Chillán · Santa María de Los Ángeles · Temuco · Valdivia · Villarrica